# Nati nel 1947/Agosto
| Questa pagina contiene informazioni ricavate automaticamente dalle voci biografiche con l'ausilio del template Bio e di un bot. L'aggiornamento è periodico e automatico e ricostruisce completamente la pagina. Se manca una persona in questa lista, sei pregato di non aggiungerla, ma accertati piuttosto che la sua voce biografica contenga il template Bio e che i dati anagrafici siano correttamente compilati. Se il template Bio manca, inseriscilo tu stesso o, in alternativa, metti l'avviso {{tmp\|Bio}} che ne segnala la mancanza. Se i dati riportati sono sbagliati, correggi direttamente la voce biografica; le modifiche saranno visibili in questa lista entro pochi giorni. Per chiarimenti vedi il progetto biografie. La lista contiene solo le 252 persone che sono citate nell'enciclopedia e per le quali è stato implementato correttamente il template Bio. Pagina aggiornata al 10 ago 2025. |

- 1º agosto - Syl Apps Jr., ex hockeista su ghiaccio canadese
- 1º agosto - Vincenzo Bonazza, scrittore e poeta italiano († 2015)
- 1º agosto - Leoluca Orlando, politico italiano
- 1º agosto - Francesco Radino, fotografo italiano († 2022)
- 1º agosto - Romano Rossi, vescovo cattolico italiano
- 1º agosto - Celso de Matos, ex calciatore brasiliano
- 2 agosto - Pia Covre, attivista italiana
- 2 agosto - Mempo Giardinelli, scrittore e giornalista argentino
- 2 agosto - Massiel, cantante spagnola
- 2 agosto - Carlo Repetti, drammaturgo e direttore teatrale italiano († 2020)
- 2 agosto - Amalia Sartori, politica italiana
- 2 agosto - Aldo Stellita, bassista, cantante e paroliere italiano († 1998)
- 2 agosto - Lawrence Wright, giornalista, saggista e sceneggiatore statunitense
- 3 agosto - Sol Katz, geografo e informatico statunitense († 1999)
- 3 agosto - Francisco José Lombardi, regista peruviano
- 3 agosto - José Alberto Pérez, ex calciatore argentino
- 3 agosto - Dick Pope, direttore della fotografia britannico († 2024)
- 3 agosto - Tadahiko Ueda, calciatore giapponese († 2015)
- 3 agosto - Ralph Wright, calciatore inglese († 2020)
- 4 agosto - Dragoslava Gerić, cestista jugoslava († 2011)
- 4 agosto - Brian Heslop, ex calciatore inglese
- 4 agosto - Hubert Ingraham, politico bahamense
- 4 agosto - Salim Joubran, magistrato palestinese († 2024)
- 4 agosto - Ron Knight, ex cestista statunitense
- 4 agosto - Ildo Maneiro, allenatore di calcio e ex calciatore uruguaiano
- 4 agosto - Ken Riley, giocatore di football americano statunitense († 2020)
- 4 agosto - Rosa Rocca, ex calciatrice italiana
- 4 agosto - Klaus Schulze, musicista e compositore tedesco († 2022)
- 4 agosto - Moufida Tlatli, regista, sceneggiatrice e montatrice tunisina († 2021)
- 5 agosto - Farid Adly, scrittore e giornalista libico
- 5 agosto - Angry Anderson, cantante, attore e conduttore televisivo australiano
- 5 agosto - Giorgio Buzzavo, ex cestista e dirigente sportivo italiano
- 5 agosto - Pasquale Chessa, giornalista e storico italiano
- 5 agosto - France A. Córdova, astrofisica statunitense
- 5 agosto - Rick Derringer, cantante, chitarrista e compositore statunitense († 2025)
- 5 agosto - Marian Dziędziel, attore polacco
- 5 agosto - Carlo Freccero, autore televisivo, dirigente d'azienda e critico televisivo italiano
- 5 agosto - Maria Rita Parsi, psicologa e psicoterapeuta italiana
- 5 agosto - Antonio Steffenoni, scrittore e critico cinematografico italiano († 2017)
- 5 agosto - Shizuo Takada, dirigente sportivo, arbitro di calcio e ex calciatore giapponese
- 5 agosto - Sef Vergoossen, allenatore di calcio e dirigente sportivo olandese
- 5 agosto - Willie Weeks, bassista statunitense
- 6 agosto - Dennis Alcapone, disc jockey e beatmaker giamaicano
- 6 agosto - Carla Bazzanella, linguista italiana († 2022)
- 6 agosto - Emilio Gnutti, imprenditore e dirigente d'azienda italiano
- 6 agosto - Marcia McBroom, attrice e cantante statunitense
- 6 agosto - Raul Mordenti, politico, scrittore e docente italiano
- 6 agosto - Mohammad Najibullah, politico e generale afghano († 1996)
- 6 agosto - Alfonsina Rinaldi, politica italiana
- 6 agosto - Sandro Scascitelli, fumettista e illustratore italiano
- 6 agosto - Evgenij Zimin, hockeista su ghiaccio sovietico († 2018)
- 7 agosto - Juan Ahuntchaín, allenatore di calcio e ex calciatore uruguaiano
- 7 agosto - Franciscus Henri, musicista, cantautore e personaggio televisivo olandese
- 7 agosto - Ridha Behi, regista, sceneggiatore e produttore cinematografico tunisino
- 7 agosto - Kerry Reid, ex tennista australiana
- 7 agosto - Roberto Rinani, politico italiano
- 7 agosto - Sofija Rotaru, cantante, attrice e produttrice discografica ucraina
- 7 agosto - Maurizio Sabatini, politico italiano († 2017)
- 8 agosto - Kōstas Athanasopoulos, ex calciatore greco
- 8 agosto - Franco Biondi, scrittore italiano
- 8 agosto - Ken Dryden, ex hockeista su ghiaccio, dirigente sportivo e politico canadese
- 8 agosto - Anbjørn Ekeland, ex calciatore norvegese
- 8 agosto - Kujtim Laro, compositore albanese († 2004)
- 8 agosto - Corinto Marchini, politico italiano
- 8 agosto - Philip Nitschke, medico australiano
- 8 agosto - Willie Norwood, ex cestista statunitense
- 8 agosto - Lucia Pavin, cuoca italiana
- 8 agosto - Eddy Peelman, ex ciclista su strada olandese
- 8 agosto - Ben Sombogaart, regista e sceneggiatore olandese
- 8 agosto - Peter Stewart, ex mezzofondista britannico
- 8 agosto - Orazio Stracuzzi, attore italiano
- 8 agosto - Péter Szőke, tennista ungherese († 2022)
- 8 agosto - Albert Vanucci, calciatore francese († 2025)
- 8 agosto - Larry Wilcox, attore statunitense
- 9 agosto - Jurij Leonovič Al'šic, regista teatrale russo
- 9 agosto - Carlo Florimbi, allenatore di calcio italiano
- 9 agosto - Enzo Gusman, cantante maltese († 2021)
- 9 agosto - Roy Hodgson, ex calciatore e allenatore di calcio inglese
- 9 agosto - Barbara Mason, cantante statunitense
- 9 agosto - Amanda McBroom, cantautrice, attrice e doppiatrice statunitense
- 9 agosto - Jungo Morita, ex pallavolista giapponese
- 9 agosto - John Varley, scrittore e autore di fantascienza statunitense
- 10 agosto - Ian Anderson, polistrumentista, compositore e cantautore britannico
- 10 agosto - Drupi, cantautore italiano
- 10 agosto - Wayne A. Finkelman, costumista statunitense († 1994)
- 10 agosto - Mariapia Garavaglia, politica italiana
- 10 agosto - Anwar Ibrahim, politico malese
- 10 agosto - Luis Mayoral, ex calciatore spagnolo
- 10 agosto - Rizah Mešković, ex calciatore jugoslavo
- 10 agosto - Laurent Pokou, calciatore ivoriano († 2016)
- 10 agosto - John Spencer, rugbista a 15, dirigente sportivo e avvocato britannico
- 10 agosto - Marco d'Eramo, giornalista e scrittore italiano
- 11 agosto - Arkadi Andreasyan, calciatore e allenatore di calcio sovietico († 2020)
- 11 agosto - Wilma van den Berg, ex velocista olandese
- 11 agosto - Catherine Collard, pianista francese († 1993)
- 11 agosto - Stuart Gordon, regista, sceneggiatore e produttore cinematografico statunitense († 2020)
- 11 agosto - Jan Henne, ex nuotatrice statunitense
- 11 agosto - Theo de Jong, allenatore di calcio e ex calciatore olandese
- 11 agosto - Georgios Karatzaferis, politico e giornalista greco
- 11 agosto - Serhij Kovalenko, cestista sovietico († 2004)
- 11 agosto - Carmen Onorati, attrice, doppiatrice e dialoghista italiana († 2021)
- 11 agosto - Alois Schloder, ex hockeista su ghiaccio tedesco
- 12 agosto - Stefano Benni, scrittore, umorista e giornalista italiano
- 12 agosto - Ingegerd Fränberg, ex sciatrice alpina svedese
- 12 agosto - William Hartston, scacchista, giornalista e scrittore britannico
- 12 agosto - Moe L'Abbé, hockeista su ghiaccio canadese († 2024)
- 12 agosto - Amedeo Minghi, cantautore e compositore italiano
- 13 agosto - Juan Barranco Gallardo, politico spagnolo
- 13 agosto - Michele Boato, saggista e politico italiano
- 13 agosto - Lakshmi Kannan, poetessa, critica letteraria e scrittrice indiana
- 13 agosto - Alberto Ravaglioli, critico cinematografico e direttore artistico italiano († 2023)
- 13 agosto - Justus Thigpen, ex cestista statunitense
- 14 agosto - Augustinus Tumaole Bane, vescovo cattolico lesothiano
- 14 agosto - Pasquale La Cerra, politico italiano
- 14 agosto - Maddy Prior, cantante inglese
- 14 agosto - Danielle Steel, scrittrice statunitense
- 14 agosto - Jirō Taniguchi, fumettista giapponese († 2017)
- 15 agosto - John Arthurs, ex cestista statunitense
- 15 agosto - Sonny Carter, astronauta e medico statunitense († 1991)
- 15 agosto - Nicole Duclos, ex velocista francese
- 15 agosto - Rakhee Gulzar, attrice indiana
- 15 agosto - Valerij Jaremčenko, ex calciatore e allenatore di calcio sovietico
- 15 agosto - Gerry Taylor, ex calciatore inglese
- 15 agosto - Gerardo Velez, musicista statunitense
- 16 agosto - Gennadij Cygankov, hockeista su ghiaccio sovietico († 2006)
- 16 agosto - Ephraïm Inoni, politico camerunese
- 16 agosto - Carmen Longo, nuotatrice italiana († 1966)
- 16 agosto - Giancarlo Martini, pilota automobilistico italiano († 2013)
- 16 agosto - Carol Moseley Braun, politica e diplomatica statunitense
- 16 agosto - Giorgio Pellizzaro, calciatore e allenatore di calcio italiano († 2025)
- 16 agosto - Ermes Ronchi, presbitero e teologo italiano
- 16 agosto - Erich Walch, ex fondista italiano
- 16 agosto - Daishirō Yoshimura, calciatore e allenatore di calcio brasiliano († 2003)
- 17 agosto - Mohamed Abdelaziz, politico sahrāwī († 2016)
- 17 agosto - Jim Dorey, allenatore di hockey su ghiaccio e ex hockeista su ghiaccio canadese
- 17 agosto - Leda Melluso, scrittrice italiana
- 17 agosto - Sylvia Nasar, giornalista tedesca
- 17 agosto - Jennifer Rhodes, attrice statunitense
- 17 agosto - Gianpaolo Romanato, storico italiano
- 18 agosto - Giuliano Allegri, editore italiano
- 18 agosto - Joop van Daele, calciatore olandese († 2025)
- 18 agosto - Juan José Ruiz Igartua, ex calciatore spagnolo
- 18 agosto - V″jačeslav Semenov, calciatore sovietico († 2022)
- 18 agosto - Giulio Tremonti, politico e giurista italiano
- 18 agosto - Eleonore Weisgerber, attrice tedesca
- 19 agosto - Roger S. Bagnall, storico statunitense
- 19 agosto - Agostino Cilardo, arabista italiano († 2017)
- 19 agosto - Joe Cottonwood, scrittore statunitense
- 19 agosto - Gerry Ingram, ex calciatore inglese
- 19 agosto - Gerald McRaney, attore statunitense
- 19 agosto - Gerard Schwarz, direttore d'orchestra e trombettista statunitense
- 19 agosto - Pierangelo Summa, regista teatrale e scultore italiano († 2015)
- 19 agosto - Riccardo Tozzi, imprenditore, produttore cinematografico e produttore televisivo italiano
- 20 agosto - Alan Lee, illustratore e pittore inglese
- 20 agosto - James Pankow, trombonista e arrangiatore statunitense
- 20 agosto - Boris Vasil'evič Tokarev, attore e regista sovietico
- 20 agosto - José Wilker, attore e regista brasiliano († 2014)
- 20 agosto - Ray Wise, attore statunitense
- 21 agosto - Ben Shneiderman, informatico statunitense
- 21 agosto - Liam Stephen Cary, vescovo cattolico statunitense
- 21 agosto - Margaret Chan, medico e funzionario cinese
- 21 agosto - Colin Curran, ex calciatore australiano
- 21 agosto - Marián Lapšanský, pianista slovacco
- 21 agosto - Mary Simon, diplomatica, politica e conduttrice televisiva canadese
- 21 agosto - Gunnar Meland, ex giocatore di curling norvegese
- 21 agosto - Frédéric Mitterrand, regista e sceneggiatore francese († 2024)
- 21 agosto - Udo Poser, ex nuotatore tedesco orientale
- 22 agosto - Massimo Barra, medico italiano
- 22 agosto - Robert Cramer, politico e avvocato statunitense
- 22 agosto - Francesco Di Giacomo, cantautore italiano († 2014)
- 22 agosto - Manfred Klein, ex canottiere tedesco
- 22 agosto - James Rumbaugh, informatico statunitense
- 22 agosto - Vichai Sanghamkichakul, ex calciatore thailandese
- 22 agosto - Ian Scheckter, ex pilota automobilistico sudafricano
- 22 agosto - Cindy Williams, attrice statunitense († 2023)
- 23 agosto - Susanne Beck, attrice e doppiatrice tedesca
- 23 agosto - Walter Guggenberger, politico e funzionario austriaco
- 23 agosto - Wim van der Leegte, imprenditore olandese († 2023)
- 23 agosto - Jill O'Hara, attrice e cantante statunitense
- 23 agosto - David Robb, attore britannico
- 23 agosto - Willy Russell, drammaturgo, paroliere e compositore britannico
- 23 agosto - Terje Rypdal, chitarrista, compositore e musicista norvegese
- 23 agosto - Lex Schoenmaker, allenatore di calcio e ex calciatore olandese
- 23 agosto - Linda Thompson, cantante britannica
- 24 agosto - Anne Archer, attrice statunitense
- 24 agosto - Paulo Coelho, scrittore, poeta e blogger brasiliano
- 24 agosto - Raven De La Croix, attrice, costumista e ballerina statunitense
- 24 agosto - Roger De Vlaeminck, ex ciclista su strada, pistard e ciclocrossista belga
- 24 agosto - Ronald William Gainer, vescovo cattolico statunitense
- 24 agosto - Alessandro Lucidi, montatore e regista italiano
- 24 agosto - Joe Manchin, politico statunitense
- 24 agosto - Lloyd McLean, calciatore giamaicano († 2017)
- 24 agosto - Steve Pearce, politico statunitense
- 24 agosto - Davide Rampello, regista televisivo e direttore artistico italiano
- 25 agosto - Sandro Bartoccioni, cardiochirurgo italiano († 2006)
- 25 agosto - Zvi Inbar, ex cestista israeliano
- 25 agosto - Michael William Kaluta, fumettista statunitense
- 25 agosto - Mink Stole, attrice statunitense
- 25 agosto - Keith Tippett, tastierista e compositore britannico († 2020)
- 25 agosto - Gianfranco Zeli, allenatore di calcio e ex calciatore italiano
- 26 agosto - Walker Banks, ex cestista statunitense
- 26 agosto - Bill Bunting, ex cestista statunitense
- 26 agosto - Luigi Daga, magistrato italiano († 1993)
- 26 agosto - Nicolae Dobrin, allenatore di calcio e calciatore rumeno († 2007)
- 26 agosto - Stanislava Grégrová, ex cestista cecoslovacca
- 26 agosto - Dennis Grey, ex cestista statunitense
- 26 agosto - Jan Krekels, ex ciclista su strada olandese
- 26 agosto - Alessandro Lazzarini, pilota motonautico italiano
- 26 agosto - Pauline Moran, attrice britannica
- 26 agosto - Wolfgang Petritsch, diplomatico austriaco
- 26 agosto - Francesco Sammarco, politico italiano
- 26 agosto - Alessandro Verdi, scultore, disegnatore e medaglista italiano
- 27 agosto - Mohamed Bolkiah, principe e politico bruneiano
- 27 agosto - Harry Reems, attore pornografico statunitense († 2013)
- 27 agosto - Lynn Shackelford, ex cestista statunitense
- 28 agosto - James Aubrey, attore britannico († 2010)
- 28 agosto - Gianfranco Borrelli, politologo italiano
- 28 agosto - Carlo Felice Casula, storico italiano
- 28 agosto - El Cobarde, wrestler messicano († 1983)
- 28 agosto - Terry Driscoll, ex cestista, allenatore di pallacanestro e dirigente sportivo statunitense
- 28 agosto - Péter Gothár, regista e sceneggiatore ungherese
- 28 agosto - Emlyn Hughes, calciatore e allenatore di calcio inglese († 2004)
- 28 agosto - Jah Lloyd, cantante, disc jockey e beatmaker giamaicano († 1999)
- 28 agosto - Angelo Lodi, ex calciatore italiano
- 28 agosto - Al Miller, ex giocatore di football americano e allenatore di football americano statunitense
- 28 agosto - Debra Mooney, attrice statunitense
- 28 agosto - Johnny Moore, ex calciatore scozzese
- 28 agosto - Alice Playten, attrice e doppiatrice statunitense († 2011)
- 28 agosto - Giovanni Zadra, giocatore di curling italiano
- 29 agosto - Arthur Burghardt, attore e doppiatore statunitense
- 29 agosto - Temple Grandin, attivista e etologa statunitense
- 29 agosto - James Hunt, pilota automobilistico britannico († 1993)
- 29 agosto - Paolo Lancellotti, batterista italiano († 2014)
- 29 agosto - Terry Layton, allenatore di pallacanestro statunitense († 2018)
- 29 agosto - Robert Lutz, ex tennista statunitense
- 29 agosto - Angelo Minieri, politico italiano
- 30 agosto - Márcio Greyck, cantante, musicista e attore brasiliano
- 30 agosto - William Ivey Long, costumista statunitense
- 30 agosto - Billy Keller, ex cestista e allenatore di pallacanestro statunitense
- 30 agosto - Jon Kolb, ex giocatore di football americano statunitense
- 30 agosto - Oleksandr Luk"jančenko, politico ucraino
- 30 agosto - Ali Akbar Mohtashamipur, politico e diplomatico iraniano († 2021)
- 30 agosto - Adolf Rösti, ex sciatore alpino svizzero
- 31 agosto - Silvana Amati, ex politica italiana
- 31 agosto - Anna Brasi, regista e sceneggiatrice italiana
- 31 agosto - Rita dalla Chiesa, conduttrice televisiva e politica italiana
- 31 agosto - John Farmer, ex calciatore inglese
- 31 agosto - Dimităr Marašliev, calciatore bulgaro († 2018)
- 31 agosto - Mona Marshall, attrice, doppiatrice e comica statunitense
- 31 agosto - Luca Cordero di Montezemolo, imprenditore, dirigente d'azienda e ex politico italiano
- 31 agosto - Steve Perry, scrittore statunitense
- 31 agosto - Somchai Wongsawat, politico e avvocato thailandese